# ساث نيبانا ساثيا
ساث نيبانا ساثيا (بالهندية: साथ निभाना साथिया) هو مسلسل دراما تم إنتاجه في الهند. بدأ عرضه في سنة 2010. بلغ عدد مواسم المسلسل 4 مواسم، بلغ عدد حلقاته 2184 حلقة، وتبلغ مدة الحلقة الواحدة 21 دقيقة. تم بث المسلسل لأول مرة بتاريخ 3 مايو 2010 بينما تم بث آخر حلقة منه بتاريخ 23 يوليو 2017. من بطولة ديفولينا بهاتشارجي، تانيا شارما، روبال باتل وفاندانا فيثلاني. المسلسل يدور حول عائلة مودي الخيالية، التي تعيش في قصر في راجكوت.

## وصلات خارجية
- ساث نيبانا ساثيا على موقع IMDb (الإنجليزية)
- ساث نيبانا ساثيا على موقع قاعدة بيانات الفيلم (الإنجليزية)

- الموقع الرسمي